# Kicker (sportmagazin)
A kicker Sportmagazin (általában kicker) a német vezető sport magazin, amely elsősorban a labdarúgásra fókuszál. A magazint 1920-ban alapította a német labdarúgásban úttörő Walther Bensemann, és kétszer jelent meg egy héten, általában hétfőn és szerdán, Nürnbergben. A hétfői kiadás átlagos eladása 240,000 példány volt, míg a szerdai kiadás körülbelüli átlag forgalma 220 000 példány (2005-ös számítás).

## Témák
A folyóirat a német klub labdarúgásra épül (Bundesliga, Bundesliga 2), és azokra a nemzetközi mérkőzésekre, amelyek német részvétellel (német labdarúgó-válogatott, Bajnokok Ligája, UEFA-kupa) zajlanak. Csekélyebb mértékben tudósít más európai labdarúgó bajnokságokról is (angol Premier League, spanyol La Liga, francia Ligue 1, olasz Serie A), valamint egyéb sportokról, melyek népszerűek Németországban, mint például a Formula–1, a tenisz, a kerékpár sportok, a kézilabda, az úszás és a téli sportok.

## Tények
- A magazin kis 'k'-t használ a címében, és ezt azóta intézményesítette.
- A kicker alapító tagja az European Sports Magazines-nak, amely a labdarúgással foglalkozó kiadványok szövetsége.

## kicker-Torjägerkanone Díj
A kicker azon díja, melyet évenként ad át a Bundesligában a legtöbb gólt szerző labdarúgónak, ami a kicker Torjägerkanone (kicker Labdarúgó Ágyú) díj nevet viseli. Ez a spanyol labdarúgásban ismert Pichichi-trófeának felel meg.